# Oh My Love
«Oh My Love» — песня Джона Леннона с альбома Imagine 1971 года.

## История
Джон Леннон написал песню в 1968 году в соавторстве с Йоко Оно, когда ещё был участником The Beatles. Композиция была записана в 1971 году на студии Ascot Sound Studios и вошла в альбом Imagine. В записи также принял участие Джордж Харрисон, исполнивший партию гитары на инструментах Добро и Gibson Les Paul. Леннону подыграл на синтезаторе Ники Хопкинс.
Позже песня была включена в сборник Wonsaponatime и в саундтрек к одноимённому фильму «США против Джона Леннона».

## Персонал
В записи приняли участие:
- Джон Леннон — вокал, фортепиано;
- Джордж Харрисон — гитара;
- Клаус Форман — бас-гитара;
- Ники Хопкинс — синтезатор;
- Алан Уайт — ударные.

## Кавер-версии
- Певица Силла Блэк — 1973[3];
- Клавишник Морган Фишер[англ.] — Echoes of Lennon, 1990 (инструментальная версия)[4];
- Английский певец Мартин Гор — Counterfeit², 2003[5];
- Кантри-певец Джексон Браун — Instant Karma: The Amnesty International Campaign to Save Darfur[англ.], 2007[6];
- Поп-панк-группа Yellowcard — Instant Karma: The Amnesty International Campaign to Save Darfur[7]

и др.